# Buddy film
Buddy film indica un sottogenere cinematografico che ha come argomento portante l'amicizia tra due persone.
Nei buddy film sono affiancati due personaggi, nella maggior parte dei casi uomini. L'amicizia tra i due è l'elemento fondamentale in questo sottogenere. I due personaggi spesso provengono da luoghi o ambienti diversi e hanno personalità diverse, non riuscendo inizialmente a comprendere l'altro, non sopportandolo o persino detestandolo. Durante il corso del buddy film spesso un personaggio ostacola l'altro o entra in competizione con lui, poi però si instaura rispetto reciproco e una forte amicizia che a volte viene messa a dura prova.
I buddy film sono spesso mischiati con i generi road movie, commedia, poliziesco, western, comico, avventura, thriller o film d'azione.

## Storia

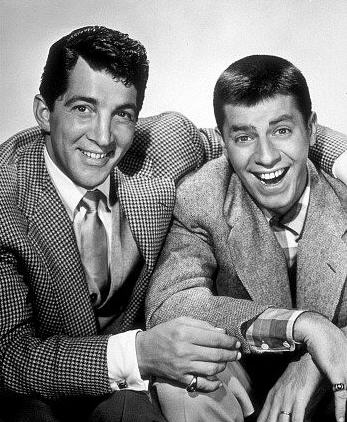
Dean Martin e Jerry Lewis in una fotografia promozionale degli anni 1950

Il buddy film è più comune nel cinema degli Stati Uniti che in altri Paesi. In Le avventure di Huckleberry Finn, dello scrittore statunitense Mark Twain più volte trasposto al cinema, è possibile leggere una storia di amicizia sia tra Huck Finn e Tom Sawyer che tra Huck Finn e Jim.
Dal 1930 al 1960 i buddy film crebbero enormemente. Stanlio e Ollio e Gianni e Pinotto sono due coppie famose degli anni trenta e quaranta. Altro duo famoso fu Wheeler & Woolsey. Bing Crosby e Bob Hope recitarono insieme in La danzatrice di Singapore, il primo della serie "Road to..." tra cui Avventura a Zanzibar, Avventura al Marocco, I cercatori d'oro, Avventura in Brasile, La principessa di Bali, Astronauti per forza e altri film. Dean Martin e Jerry Lewis furono famosi negli anni cinquanta, Walter Matthau e Jack Lemmon negli anni sessanta, e Bud Spencer e Terence Hill negli anni settanta e ottanta.
Tra gli anni sessanta e settanta il femminismo influenzò anche i buddy film: l'amicizia maschile fu accentuata e i personaggi di sesso femminile ebbero ruoli minori. Alcuni esempi di questi anni sono Butch Cassidy, Easy Rider, Un uomo da marciapiede, Una calibro 20 per lo specialista, Quel pomeriggio di un giorno da cani, Tutti gli uomini del presidente e Lo spaventapasseri.
Buddy film multiculturali emersero tra gli anni settanta e ottanta; Richard Pryor e Gene Wilder iniziarono questa tendenza con Wagons lits con omicidi e Nessuno ci può fermare. Eddie Murphy ha recitato con Nick Nolte in 48 ore e con Dan Aykroyd in Una poltrona per due.
Nei primi anni novanta la figura maschile nei film divenne più sensibile, alcuni esempi sono La leggenda del re pescatore e Le ali della libertà. In questo decennio ci sono cambiamenti al buddy film; in Thelma & Louise è presente una coppia di donne, Geena Davis e Susan Sarandon, mentre ne Il rapporto Pelican una coppia composta da un uomo, Denzel Washington, e una donna, Julia Roberts. Nel film Rush Hour - Due mine vaganti, e nei due sequel, i protagonisti sono Jackie Chan, cinese, e Chris Tucker, afroamericano. Negli anni novanta e 2000 continuarono a essere prodotti buddy film con protagonista una coppia formata da personaggi di diverse etnie: Chi non salta bianco è (1992), Pulp Fiction (1994), Men in Black (1997) e Pallottole cinesi (2000). I film di John Woo realizzati a Hollywood importano alcune caratteristiche del genere wuxia, per esempio Windtalkers.

## Lista parziale di film
- Amici per la pelle (1920)
- Muraglie (1931)
- Il compagno B (1932)
- Fra Diavolo (1933)
- I figli del deserto (1933)
- Marinai all'erta (1934)
- Nel paese delle meraviglie (1934)
- I diavoli in paradiso (1935)
- Quei due (1935)
- Gli allegri eroi (1935)
- Brume (1936)
- La ragazza di Boemia (1936)
- Meet Nero Wolfe (1936)
- Allegri gemelli (1936)
- I fanciulli del West (1937)
- Il principe e il povero (1937)
- Allegri masnadieri (1937)
- Arditi dell'aria (1938)
- Avventura a Vallechiara (1938)
- Venti anni dopo (1938)
- Boy Meets Girl (1938)
- Gli angeli con la faccia sporca (1938)
- Sherlock Holmes e il mastino di Baskerville (1939)
- Morire all'alba (1939)
- I diavoli volanti (1939)
- Uomini e topi (1939)
- Noi siamo le colonne (1940)
- La danzatrice di Singapore (1940)
- C'era una volta un piccolo naviglio (1940)
- One Night in the Tropics (1940)
- Follie di jazz (1940)
- Gianni e Pinotto reclute (1941)
- Allegri naviganti (1941)
- L'inafferrabile spettro (1941)
- Ciao amici! (1941)
- Razzi volanti (1941)
- Hellzapoppin' (1941)
- Rio Rita (1942)
- La taverna dell'allegria (1942)
- Gli eroi dell'isola (1942)
- Sim salà bim (1942)
- It Ain't Hay (1943)
- Il nemico ci ascolta (1943)
- Avventura in montagna (1943)
- Allegri imbroglioni (1943)
- Maestri di ballo (1943)
- La mia via (1944)
- Sperduti nell'harem (1944)
- Il grande botto (1944)
- Sempre nei guai (1944)
- Gran Premio (1944)
- I toreador (1945)
- L'arca di Noè (1945)
- Due marinai e una ragazza (Canta che ti passa) (1945)
- Sciuscià (1946)
- Sfida infernale (1946)
- La vedova pericolosa (1947)
- I due orfanelli (1947)
- L'angelo ubriaco (1948)
- Corrida messicana (1948)
- Africa strilla (1949)
- Cane randagio (1949)
- Il sergente di legno (1950)
- Comin' Round the Mountain (1951)
- I diavoli alati (1951)
- Atollo K (1951)
- Guardie e ladri (1951)
- Don Camillo (1952)
- Il giardino incantato (1952)
- Il caporale Sam (1952)
- Il grande cielo (1952)
- Il cantante matto (1952)
- Morti di paura (1953)
- Gli uomini preferiscono le bionde (1953)
- Occhio alla palla (1953)
- Più vivo che morto (1954)
- Bianco Natale (1954)
- Il circo a tre piste (1954)
- Il ribelle d'Irlanda (1955)
- Il nipote picchiatello (1955)
- Amici per la pelle (1955)
- La jungla dei temerari (1955)
- Artisti e modelle (1955)
- Sentieri selvaggi (1956)
- Mezzogiorno di... fifa (1956)
- Il giro del mondo in 80 giorni (1956)
- Ci sposeremo a Capri (1956)
- La traversata di Parigi (1956)
- Hollywood o morte! (1956)
- Totò, Peppino e i fuorilegge (1956)
- Poveri ma belli (1957)
- Duello nell'Atlantico (1957)
- I prepotenti (1958)
- Totò, Peppino e le fanatiche (1958)
- Gli uomini della terra selvaggia (1958)
- La parete di fango (1958)
- La legge è legge (1959)
- Un dollaro d'onore (1959)
- A qualcuno piace caldo (1959)
- I tartassati (1959)
- Noi siamo due evasi (1959)
- Ben-Hur (1959)
- La grande guerra (1959)
- Tu che ne dici? (1960)
- Letto a tre piazze (1960)
- Chi si ferma è perduto (1960)
- L'oro dei sette santi (1961)
- L'onorata società (1961)
- Cavalcarono insieme (1961)
- Il federale (1961)
- Maciste contro Ercole nella valle dei guai (1961)
- I due nemici (1961)
- I due marescialli (1961)
- Gerarchi si muore (1961)
- Quando torna l'inverno (1962)
- I due della legione (1962)
- Totò di notte n. 1 (1962)
- Il sorpasso (1962)
- La marcia su Roma (1962)
- I due colonnelli (1962)
- Il giorno più corto (1963)
- Il monaco di Monza (1963)
- I tre della Croce del Sud (1963)
- Gli eroi del West (1964)
- I due mafiosi (1964)
- 2 mattacchioni al Moulin Rouge (1964)
- I due seduttori (1964)
- 00-2 agenti segretissimi (1964)
- Un mostro e mezzo (1964)
- Colpo grosso ma non troppo (1965)
- Per un pugno nell'occhio (1965)
- Barbarossa (1965)
- Come inguaiammo l'esercito (1965)
- Due marines e un generale (1965)
- Per qualche dollaro in più (1965)
- Licenza di esplodere (1966)
- Alvarez Kelly (1966)
- Non per soldi... ma per denaro (1966)
- La resa dei conti (1966)
- Come svaligiammo la Banca d'Italia (1966)
- Le spie vengono dal semifreddo (1966)
- El Dorado (1966)
- Il buono, il brutto, il cattivo (1966)
- Le margheritine (1966)
- Come rubammo la bomba atomica (1967)
- Carovana di fuoco (1967)
- La calda notte dell'ispettore Tibbs (1967)
- Ric e Gian alla conquista del West (1967)
- Due rrringos nel Texas (1967)
- Dio perdona... io no! (1967)
- Per favore, non toccate le vecchiette (1967)
- I due vigili (1967)
- La strana coppia (1968)
- I due crociati (1968)
- Don Chisciotte e Sancio Panza (1968)
- Nemici... per la pelle (1968)
- Dove osano le aquile (1968)
- Duello nel Pacifico (1968)
- Riusciranno i nostri eroi a ritrovare l'amico misteriosamente scomparso in Africa? (1968)
- Il mercenario (1968)
- Easy Rider - Liberta e paura (1969)
- Un uomo da marciapiede (1969)
- Il Grinta (1969)
- Franco, Ciccio e il pirata Barbanera (1969)
- Butch Cassidy (1969)
- Il grande giorno di Jim Flagg (1969)
- Certo, certissimo, anzi... probabile (1969)
- I due invincibili (1969)
- Satiricosissimo (1970)
- Ultimo domicilio conosciuto (1970)
- Franco e Ciccio sul sentiero di guerra (1970)
- Don Franco e don Ciccio nell'anno della contestazione (1970)
- Borsalino (1970)
- Non stuzzicate i cowboys che dormono (1970)
- Ma chi t'ha dato la patente? (1970)
- Principe coronato cercasi per ricca ereditiera (1970)
- I due maghi del pallone (1970)
- Amore Formula 2 (1970)
- Uomini selvaggi (1971)
- I due della F. 1 alla corsa più pazza, pazza del mondo (1971)
- Riuscirà l'avvocato Franco Benenato a sconfiggere il suo acerrimo nemico il pretore Ciccio De Ingras? (1971)
- Armiamoci e partite! (1971)
- Sole rosso (1971)
- Il braccio violento della legge (1971)
- Catlow (1971)
- I due pezzi da 90 (1971)
- Giù la testa (1971)
- I due assi del guantone (1971)
- Le pistolere (1971)
- Per una manciata di soldi (1972)
- Amico, stammi lontano almeno un palmo (1972)
- Non predicare... spara! (1972)
- Senza famiglia, nullatenenti cercano affetto (1972)
- Continuavano a chiamarli i due piloti più matti del mondo (1972)
- Continuavano a chiamarli... er più e er meno (1972)
- I due gattoni a nove code... e mezza ad Amsterdam (1972)
- Che c'entriamo noi con la rivoluzione? (1972)
- ...più forte ragazzi! (1972)
- Anche gli angeli mangiano fagioli (1973)
- Lo spaventapasseri (1973)
- Il rompiballe (1973)
- Robin Hood (1973)
- Papillon (1973)
- Il mio nome è Nessuno (1973)
- La stangata (1973)
- I santissimi (1974)
- Una calibro 20 per lo specialista (1974)
- ...altrimenti ci arrabbiamo! (1974)
- Arrivano Joe e Margherito (1974)
- Carambola (1974)
- Céline e Julie vanno in barca (1974)
- Il bestione (1974)
- Prima pagina (1974)
- Porgi l'altra guancia (1974)
- Una strana coppia di sbirri (1974)
- La nottata (1974)
- Mezzogiorno e mezzo di fuoco (1975)
- Due uomini e una dote (1975)
- Il mio nome è Scopone e faccio sempre cappotto (1975)
- Simone e Matteo - Un gioco da ragazzi (1975)
- Sholay (1975)
- Quel pomeriggio di un giorno da cani (1975)
- Antonio e Placido - Attenti ragazzi, chi rompe... paga! (1975)
- Uomini si nasce poliziotti si muore (1976)
- Tutti gli uomini del presidente (1976)
- Il trucido e lo sbirro (1976)
- Wagon-lits con omicidi (1976)
- Cielo di piombo, ispettore Callaghan (1976)
- Una canta, l'altra no (1977)
- I due superpiedi quasi piatti (1977)
- Ecco noi per esempio (1977)
- Squadra antitruffa (1977)
- La febbre del sabato sera (1977)
- Agenzia matrimoniale A (1978)
- Avere vent'anni (1978)
- Girlfriends (1978)
- Sono timido... ma Lei mi cura! (1978)
- Up in Smoke (1978)
- Due pezzi di pane (1979)
- Una strana coppia di suoceri (1979)
- Speed Cross (1979)
- Poliziotto superpiù (1980)
- Nessuno ci può fermare (1980)
- Uno contro l'altro, praticamente amici (1981)
- Red e Toby nemiciamici (1981)
- Ricche e famose (1981)
- Le Pont du Nord (1981)
- La capra (1981)
- Chi trova un amico trova un tesoro (1981)
- Barbarosa (1982)
- Lui è mio (1982)
- Viuuulentemente mia (1982)
- I camionisti (1982)
- 48 ore (1982)
- Cane e gatto (1983)
- Bonnie e Clyde all'italiana (1983)
- Acapulco, prima spiaggia... a sinistra (1983)
- Un povero ricco (1983)
- Al bar dello sport (1983)
- Una poltrona per due (1983)
- Il diavolo e l'acquasanta (1983)
- Nati con la camicia (1983)
- Les compères - Noi siamo tuo padre (1983)
- Mi manda Picone (1983)
- Se tutto va bene siamo rovinati (1984)
- Due strani papà (1984)
- Il commissadro (1984)
- C'era una volta in America (1984)
- L'amico sfigato (1984)
- Cuori nella tormenta (1984)
- Non c'è due senza quattro (1984)
- Per piacere... non salvarmi più la vita (1984)
- I due carabinieri (1984)
- Non ci resta che piangere (1984)
- Lui è peggio di me (1985)
- Chi più spende... più guadagna! (1985)
- Ritorno al futuro (1985)
- La donna esplosiva (1985)
- A 30 secondi dalla fine (1985)
- Miami Supercops (I poliziotti dell'8ª strada) (1985)
- Fracchia contro Dracula (1985)
- Mezzo destro mezzo sinistro - 2 calciatori senza pallone (1985)
- Cadaveri e compari (1986)
- Una perfetta coppia di svitati (1986)
- Due tipi incorreggibili (1986)
- Il colore dei soldi (1986)
- Il commissario Lo Gatto (1986)
- Due fuggitivi e mezzo (1986)
- 7 chili in 7 giorni (1986)
- Shakespeare a colazione (1987)
- Noi uomini duri (1987)
- Arma letale (1987)
- Ishtar (1987)
- La retata (1987)
- Sorveglianza... speciale (1987)
- Scuola di ladri - Parte seconda (1987)
- L'alieno (1987)
- Un biglietto in due (1987)
- Com'è dura l'avventura (1987)
- Le vie del Signore sono finite (1987)
- Sulle tracce dell'assassino (1988)
- Colors - Colori di guerra (1988)
- Sbirri oltre la vita (1988)
- Le Grand Bleu (1988)
- Rambo III (1988)
- Danko (1988)
- Chi ha incastrato Roger Rabbit (1988)
- Prima di mezzanotte (1988)
- Il piccolo diavolo (1988)
- F.B.I. - Agenti in sottoveste (1988)
- Mississippi Burning - Le radici dell'odio (1988)
- Spiagge (1988)
- Una botta di vita (1988)
- Bill & Ted's Excellent Adventure (1989)
- Non guardarmi: non ti sento (1989)
- Weekend con il morto (1989)
- L'amico ritrovato (1989)
- Black Rain - Pioggia sporca (1989)
- A spasso con Daisy (1989)
- Tango & Cash (1989)
- Un fantasma per amico (1990)
- Poliziotti a due zampe (1990)
- House Party (1990)
- Turné (1990)
- Air America (1990)
- Il giallo del bidone giallo (1990)
- Rosencrantz e Guildenstern sono morti (1990)
- Le comiche (1990)
- La recluta (1990)
- Un piede in paradiso (1991)
- Insieme per forza (1991)
- Thelma & Louise (1991)
- Point Break - Punto di rottura (1991)
- Non dirmelo... non ci credo (1991)
- Harley Davidson & Marlboro Man (1991)
- Resa dei conti a Little Tokyo (1991)
- La leggenda del re pescatore (1991)
- Piedipiatti (1991)
- L'ultimo boy scout (1991)
- Fusi di testa (1992)
- Chi non salta bianco è (1992)
- Police Story 3: Supercop (1993)
- Infelici e contenti (1992)
- Ricky & Barabba (1992)
- I trasgressori (1992)
- I visitatori (1993)
- Sol levante (1993)
- Giovanni Falcone (1993)
- Il rapporto Pelican (1993)
- Due irresistibili brontoloni (1993)
- 110 e lode (1994)
- Pulp Fiction (1994)
- Sonny & Pepper - Due irresistibili cowboy (1994)
- Le ali della libertà (1994)
- Il toro (1994)
- Portami via (1994)
- Clerks - Commessi (1994)
- Scemo & più scemo (1994)
- S.P.Q.R. - 2000 e ½ anni fa (1994)
- Un eroe borghese (1995)
- Tommy Boy (1995)
- Bad Boys (1995)
- Die Hard - Duri a morire (1995)
- Il buio nella mente (1995)
- Seven (1995)
- Nelly e Mr. Arnaud (1995)
- Generazione X (1995)
- Matrimonio a 4 mani (1995)
- Toy Story - Il mondo dei giocattoli (1995)
- Vacanze di Natale '95 (1995)
- L'ottavo giorno (1996)
- The Rock (1996)
- Parlando e sparlando (1996)
- Bulletproof (1996)
- Delitti inquietanti (1996)
- Spy (1996)
- 8 zampe di guai (1996)
- A spasso nel tempo (1996)
- Beavis & Butt-Head alla conquista dell'America (1996)
- Gridlock'd - Istinti criminali (1997)
- Donnie Brasco (1997)
- Double Team - Gioco di squadra (1997)
- Romy & Michelle (1997)
- Chi pesca trova (1997)
- Gli impenitenti (1997)
- Men in Black (1997)
- Missione hamburger (1997)
- The Peacemaker (1997)
- Facciamo fiesta (1997)
- Al limite (1997)
- Taxxi (1998)
- La vita sognata degli angeli (1998)
- Paura e delirio a Las Vegas (1998)
- Rush Hour - Due mine vaganti (1998)
- In fuga col malloppo (1998)
- La gabbianella e il gatto (1998)
- Hi-Lo Country (1998)
- Asterix & Obelix contro Cesare (1999)
- Svitati (1999)
- Lucignolo (1999)
- Terapia e pallottole (1999)
- Fuori dal mondo (1999)
- Life (1999)
- The Corruptor - Indagine a Chinatown (1999)
- Entrapment (1999)
- Wild Wild West (1999)
- Bullets Over Summer (1999)
- Topsy-Turvy - Sotto-sopra (1999)
- Il collezionista di ossa (1999)
- Il miglio verde (1999)
- FBI: Protezione testimoni (2000)
- Pallottole cinesi (2000)
- Baise moi - Scopami (2000)
- La lingua del santo (2000)
- Le follie dell'imperatore (2000)
- Pearl Harbor (2001)
- Lo scroccone e il ladro (2001)
- Fast and Furious (2001)
- Zoolander (2001)
- Bandits (2001)
- Santa Maradona (2001)
- Monsters & Co. (2001)
- Codice 51 (2001)
- Merry Christmas (2001)
- Nati stanchi (2002)
- Showtime (2002)
- L'ultima estate - Ricordi di un'amicizia (2002)
- In fuga col cretino (2002)
- Windtalkers (2002)
- Due amici (2002)
- Due amiche esplosive (2002)
- Le spie (2002)
- National Security - Sei in buone mani (2003)
- Io non ho paura (2003)
- Terapia d'urto (2003)
- Alla ricerca di Nemo (2003)
- Pistole nude (2003)
- Hollywood Homicide (2003)
- Sta' zitto... non rompere (2003)
- Mio cognato (2003)
- Natale in India (2003)
- Starsky & Hutch (2004)
- L'invidia del mio migliore amico (2004)
- American Trip - Il primo viaggio non si scorda mai (2004)
- Sideways - In viaggio con Jack (2004)
- Banlieue 13 (2004)
- Espace Détente (2005)
- Ma quando arrivano le ragazze? (2005)
- The Clan (2005)
- La terza stella (2005)
- Troppo belli (2005)
- Fratella e sorello (2005)
- 2 single a nozze - Wedding Crashers (2005)
- The Man - La talpa (2005)
- Kiss Kiss Bang Bang (2005)
- The Matador (2005)
- Bandidas (2006)
- Solo 2 ore (2006)
- Il mio miglior nemico (2006)
- Tu, io e Dupree (2006)
- Miami Vice (2006)
- Scoop (2006)
- Bon Cop, Bad Cop (2006)
- Black Dahlia (2006)
- Nemici per la pelle (2006)
- Olé (2006)
- Il mio migliore amico (2006)
- Mi fido di te (2007)
- Hot Fuzz (2007)
- Blades of Glory - Due pattini per la gloria (2007)
- La setta delle tenebre (2007)
- Io vi dichiaro marito e... marito (2007)
- Ratatouille (2007)
- Non è mai troppo tardi (2007)
- In Bruges - La coscienza dell'assassino (2008)
- Giù al Nord (2008)
- Sfida senza regole (2008)
- Fratellastri a 40 anni (2008)
- Strafumati (2008)
- Il bambino con il pigiama a righe (2008)
- Appaloosa (2008)
- Role Models (2008)
- Bride Wars - La mia migliore nemica (2009)
- I Love You, Man (2009)
- L'ultimo crodino (2009)
- Questione di cuore (2009)
- Anno uno (2009)
- From Paris with Love (2010)
- Poliziotti fuori - Due sbirri a piede libero (2010)
- I poliziotti di riserva (2010)
- Parto col folle (2010)
- Niente da dichiarare? (2010)
- Un poliziotto da happy hour (2011)
- Libera uscita (2011)
- Hop (2011)
- Quasi amici - Intouchables (2011)
- Le paludi della morte (2011)
- Tower Heist - Colpo ad alto livello (2011)
- Safe House - Nessuno è al sicuro (2012)
- 21 Jump Street (2012)
- Ted (2012)
- Vamps (2012)
- Django Unchained (2012)
- Due agenti molto speciali (2012)
- Gli stagisti (2013)
- Corpi da reato (2013)
- The Lone Ranger (2013)
- R.I.P.D. - Poliziotti dall'aldilà (2013)
- Escape Plan - Fuga dall'inferno (2013)
- Cani sciolti (2013)
- Rush (2013)
- Poliziotto in prova (2014)
- Amici come noi (2014)
- Bastardi in divisa (2014)
- Andiamo a quel paese (2014)
- Skin Trade - Merce umana (2014)
- Mississippi Grind (2015)
- Home - A casa (2015)
- Fuga in tacchi a spillo (2015)
- Due amici (2015)
- Youth - La giovinezza (2015)
- Smosh: The Movie (2015)
- Lo stagista inaspettato (2015)
- A spasso nel bosco (2015)
- Crazy Dirty Cops (2016)
- Zootropolis (2016)
- La coppia dei campioni (2016)
- The Nice Guys (2016)
- Una spia e mezzo (2016)
- La legge della giungla (2016)
- Pets - Vita da animali (2016)
- The Disaster Artist (2017)
- Tragedy Girls (2017)
- CHiPs (2017)
- Come ti ammazzo il bodyguard (2017)
- Breaker Upperers - Le sfasciacoppie (2018)
- Alla ricerca di Teddy (2018)
- Green Book (2018)
- Non è vero ma ci credo (2018)
- Lo sbirro di Belleville (2018)
- Giovani e felici (2019)
- In viaggio verso un sogno - The Peanut Butter Falcon (2019)
- Highwaymen - L'ultima imboscata (2019)
- La rivincita delle sfigate (2019)
- Stuber - Autista d'assalto (2019)
- Narciso e Boccadoro (2020)
- D.N.A. - Decisamente non adatti (2020)
- Unpregnant (2020)
- 2 fantasmi di troppo (2021)
- Belli ciao (2022)
- RRR (2022)
- Gli idoli delle donne (2022)
- Girl You Know It's True (2023)
- Come può uno scoglio (2023)
- Deadpool & Wolverine (2024)
- La stanza accanto (2024)
- Cortina Express (2024)
- Amiche mai (2025)
- E poi si vede (2025)